# Lady Macbeth (Film)
Lady Macbeth ist ein britisches Filmdrama von William Oldroyd, das am 10. September 2016 beim Toronto International Film Festival seine Premiere feierte. Der Kostümfilm basiert auf der Novelle Die Lady Macbeth von Mzensk von Nikolai Leskow. Am 14. Juli 2017 kam der Film in die US-amerikanischen und am 2. November 2017 in die deutschen Kinos.

## Handlung
Im viktorianischen England in einer ländlichen Gegend im Jahre 1865. Katherine und Alexander haben geheiratet. Nachdem der Ehemann seiner Frau in der Hochzeitsnacht mit dürren Worten vermittelt hat, dass sie in Zukunft das Haus nicht mehr verlassen dürfe, muss sie sich nackt an die Wand stellen, und er masturbiert hinter ihrem Rücken. Zu anderen sexuellen Handlungen zwischen dem Paar kommt es auch in den nächsten Wochen nicht.
Mittlerweile gerät sie unter Druck ihres Schwiegervaters Boris, der dringend auf einen Erben hofft und ihr vorwirft, ihre ehelichen Pflichten nicht zu erfüllen.
Als beide Männer geschäftlich außer Haus sind, nutzt sie die Gelegenheit, draußen herumzustreifen. Am Abend überrascht sie die Knechte des Hauses, wie sie mit ihrer Zofe Anna ihre Spielchen treiben. Rädelsführer ist Sebastian, der neu zum Haus gehört. Sie befreit die nackt in einem Tuch liegend von der Decke hängende junge Frau, die weinend davon läuft. Sebastian hatte angegeben, ein Schwein würde gewogen werden, und Katherine fragt, was sie selbst wohl wiegen würde. Als sie am folgenden Tag wieder spazieren geht, folgt ihr der Mann und hält ihr anzügliche Reden. In der Nacht dringt er in ihr Schlafzimmer ein, und nach nur wenig Widerstand verbringt sie die Nacht mit ihm. Da sie wenig unternimmt, um ihre Affäre mit dem Knecht geheim zu halten, kommt ihr Verhalten auch dem Pfarrer zu Ohren. Als er ihr Vorhaltungen macht, wirft sie ihn aus dem Haus.
Der Schwiegervater kommt zurück. Er startet eine Strafaktion gegen Sebastian und Katherine und demütigt sie. Also serviert sie ihm ein Gericht aus giftigen Pilzen, er stirbt kurz nach dem Verzehr, während Katherine im Nebenraum auf seinen Tod wartet – seelenruhig mit Anna vor der verbarrikadierten Tür des um Hilfe Rufenden plaudernd. Anna verliert durch dieses Ereignis ihre Sprache. Boris wird beerdigt, ohne dass jemand Verdacht schöpft.
Katherine übernimmt die Verwaltung des Guts und lebt offen mit Sebastian zusammen. Eines Nachts taucht der Ehemann wieder auf und sagt, dass er über ihre Affäre mit Sebastian informiert ist. Anstatt – wie früher – sich schüchtern zu unterwerfen, holt sie Sebastian zu sich, und die beiden deuten Sex vor den Augen des Ehemanns an. In dem anschließenden Kampf erschlägt Katherine ihren Mann. Zusammen mit ihrem Liebhaber beseitigt sie seine Leiche und sein ebenfalls getötetes Pferd.
Die Leute aus der Umgebung schöpfen zwar Verdacht, zumal Sebastian sich jetzt als Herr des Hauses aufspielt, das Leben geht jedoch zunächst ungestört weiter.
Dann taucht eine Frau namens Agnes mit ihrem Enkel Teddy auf und behauptet, der Junge sei der Sohn Alexanders, der eine Affäre mit ihrer verstorbenen Tochter gehabt habe. Katherine nimmt die beiden widerwillig in ihr Haus auf. Diese Veränderungen im Haus gefallen Sebastian überhaupt nicht, und er kehrt ins Gesindehaus zurück, um seine Beziehung zu Katherine geheimzuhalten. Inzwischen hat Katherine gemerkt, dass sie schwanger ist, was sie Sebastian verschweigt. Mittlerweile hat sie auch genug von Teddy. Als sie den Jungen ausschimpft und zur Seite stößt, läuft er weg. Sebastian findet ihn am Rand eines Wasserfalls, greift ihn auf und bringt ihn wieder zurück. Er gesteht aber Katherine, dass er einen Augenblick daran gedacht habe, den Jungen ins Wasser zu stoßen. Sie beschwört Sebastian, sie nicht zu verlassen, sie wolle alles tun, was er will.
In der Nacht erstickt sie den Jungen, während Sebastian seine Beine festhält. Er versteckt sich in den Wäldern, und Katherine behauptet, das Kind sei im Schlaf gestorben. Dem Dorfarzt kommen Zweifel über die Todesursache. Bevor jedoch eine Untersuchung in die Wege geleitet werden kann, kommt Sebastian zurück und beschuldigt Katherine der Morde. Die dreht jedoch den Spieß um und beschuldigt ihrerseits Sebastian und Anna, die die Pilze sammeln musste und dabei Sebastian traf. Niemand glaubt Sebastian, zumal Anna bei all den Beschuldigungen stumm bleibt. Die beiden werden in Ketten abtransportiert, Agnes reist ab und die schwangere Katherine bleibt allein im Haus zurück.

## Produktion
Der Film basiert auf der Novelle Die Lady Macbeth von Mzensk von Nikolai Leskow, die sich auf William Shakespeares Tragödie Macbeth bezieht und von Alice Birch adaptiert wurde. Regie führte William Oldroyd. Lady Macbeth ist das Filmdebüt von Oldroyd, der zuvor am Theater gearbeitet hat.
Florence Pugh übernahm die Rolle von Katherine, Paul Hilton spielt ihren neuen Mann Alexander und Christopher Fairbank dessen Vater Boris. Die Rolle des Hausmädchens Anna wurde mit Naomi Ackie besetzt, und Cosmo Jarvis spielt Katherines Liebhaber Sebastian.

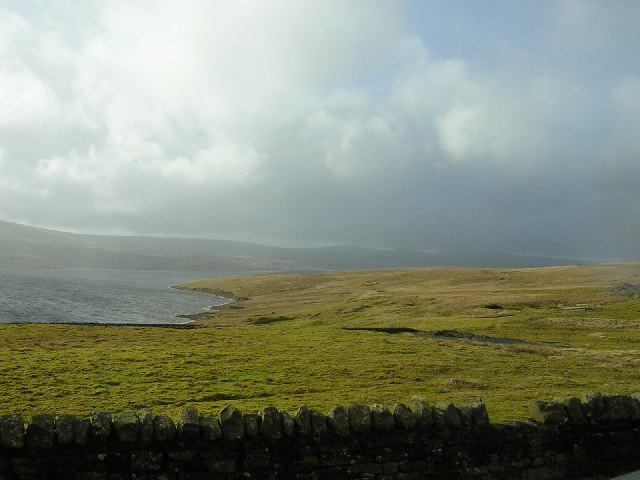
Cow Green Reservoir

Die deutsche Synchronisation entstand unter der Dialogregie von Hilke Flickenschildt bei der Cinephon Filmproduktions GmbH, Berlin.
Die Dreharbeiten fanden im englischen Northumberland, in Seaham Beach, im Cow Green Reservoir und in Lambton Castle in der County Durham, bei Rowlands Gill, in Burnopfield und in Gateshead (Tyne and Wear) statt.
Die Filmmusik wurde von Dan Jones komponiert. Über das Sounddesign im Film sagt Gunda Bartels vom Tagesspiegel: „Hallende Schritte in leeren Korridoren, knarzende Treppenstufen, zuschnappende Fensterflügel. William Oldroyd versteht es, diesem klaustrophobischen Leben einen Sound zu geben.“ Das Soundtrack-Album wurde im November 2020 von Wave Theory Records veröffentlicht.
Der Film feierte am 10. September 2016 beim Toronto International Film Festival seine Premiere. Ab 25. September 2016 wurde der Film im Rahmen des Zurich Film Festivals erstmals in der Schweiz und am 24. Juni 2017 beim Filmfest München erstmals in Deutschland vorgestellt. Am 29. Juni 2017 kam der Film in die österreichischen, am 14. Juli 2017 in die US-amerikanischen und am 2. November 2017 in die deutschen Kinos.

## Rezeption

### Altersfreigabe
In den USA erhielt der Film von der MPAA wegen einiger gewalttätiger sowie Nacktszenen und vorkommenden sexuellen Handlungen ein R-Rating, was einer Freigabe ab 17 Jahren entspricht. In Deutschland ist der Film FSK 12. In der Freigabebegründung heißt es: „Der Film ist überwiegend ruhig und in stilisierten Bildern erzählt. Die bedrückend-bedrohliche Atmosphäre kann im Zusammenspiel mit einigen Gewaltdarstellungen Kinder unter 12 Jahren überfordern, da sie die Zusammenhänge noch nicht verstehen. 12-Jährige sind aufgrund ihrer bereits gesammelten Medienerfahrung in der Lage, die Hauptfigur und ihr Handeln in den gesellschaftlichen Kontext einzuordnen und eigenständig zu bewerten. Da die Bildeben[d]e des Films sowohl bei Gewalt- wie bei Sexszenen sehr dezent ist und die ruhige Erzählweise sowie das historische Setting die Distanzierung erleichtern, besteht für 12-Jährige kein Risiko einer Beeinträchtigung.“

### Kritiken
Der Film konnte 88 Prozent der Kritiker bei Rotten Tomatoes überzeugen und erhielt hierbei eine durchschnittliche Bewertung von 7,6 der möglichen 10 Punkte. Zusammenfassend heißt es dort, der Film zeige „unter seinem historischen Äußeren eine überraschende Härte, die durch die fesselnde – und gnadenlose – Hauptdarstellerin Florence Pugh noch verstärkt wird.“ Bei Metacritic erhielt der Film einen Metascore von 76 von 100 möglichen Punkten.

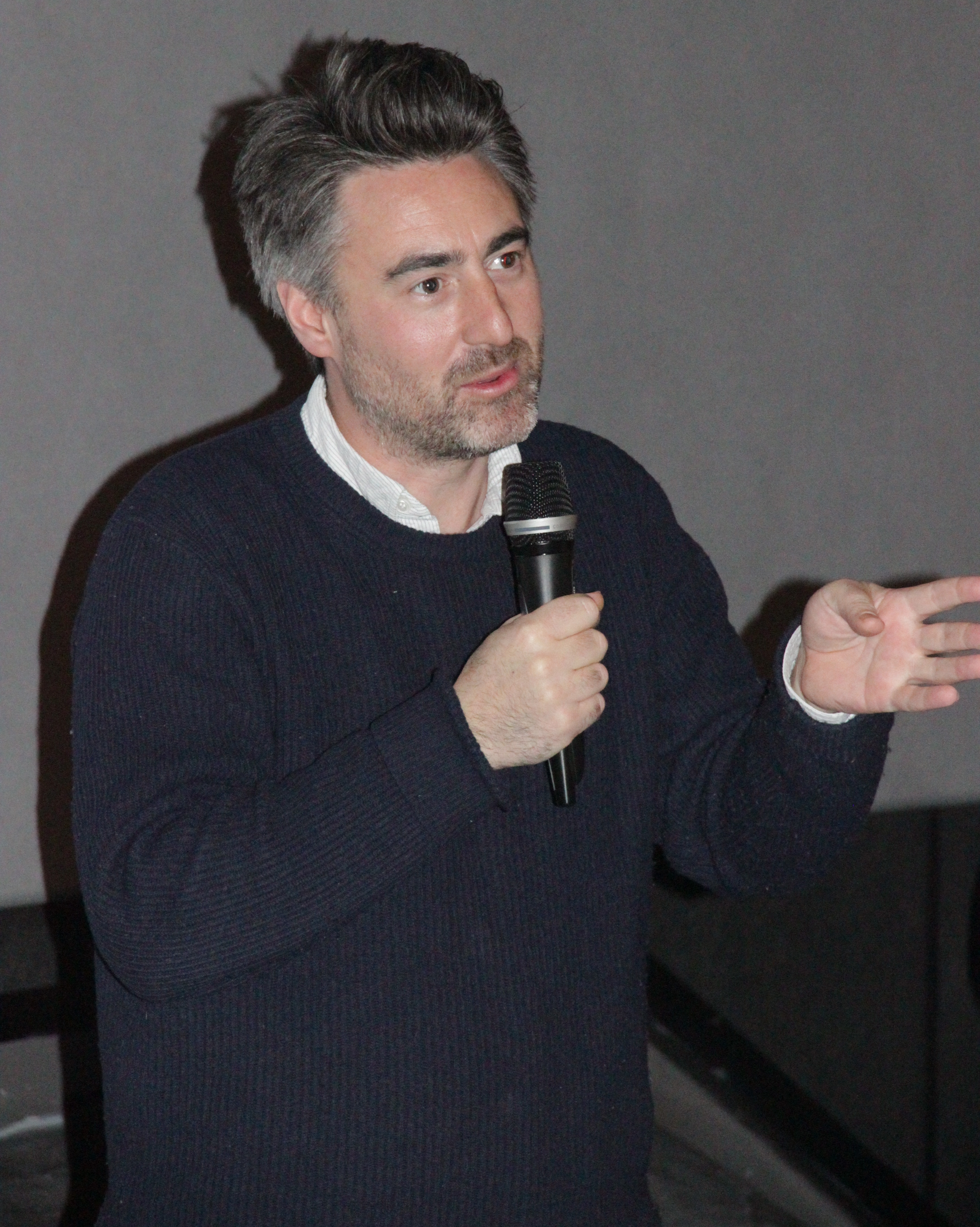
Regie führte William Oldroyd

Sascha Westphal von epd Film meint, William Oldroyd zeichne in seinem Spielfilmdebüt mit einer geradezu schneidenden Kälte und Klarheit das Bild einer pervertierten Gesellschaft: „Die starren patriarchalen Strukturen der viktorianischen Ära deformieren letztlich Oldroyds gesamtes Figurenensemble. Paul Hiltons Alexander ist ein Monster der Schwäche. Die Gier und die Unbeugsamkeit seines Vaters Boris […] haben ihn innerlich verkrüppelt. Er kennt nur die Macht des Geldes, und die ist praktisch grenzenlos. Also demütigt er die ihm aufgezwungene Frau und zeigt ihr so seine Verachtung.“ Westphal erklärt, die Gewalt pflanze sich im Film systematisch fort, und so wie sie von Boris und Alexander behandelt wird, gehe Katherine wiederum mit der schwarzen Hausangestellten Anna um. Oldroyds Verfilmung sei so härter und um einiges eisiger als Nikolai Semjonowitsch Leskows Novelle, so Westphal: „Florence Pughs Lady Macbeth wird nicht mehr von Visionen geplagt, und sie droht auch nicht wahnsinnig zu werden. Ihre Morde haben Methode und sind im Rahmen der gesellschaftlichen Verhältnisse konsequent.“ Weiter sagt Westphal, die rigiden Symmetrien der Einstellungen und die schon chirurgische Präzision der Filmschnitte machten die Gewalt auf der formalen Ebene erfahrbar, und die analytische Schärfe der Inszenierung und Pughs Spiel, das Emotionen höchstens erahnen lässt, verleihe Oldroyds Debüt eine opake Brillanz, die einem Bewunderung abnötige, einen aber auch kalt lasse.
Oliver Kaever von Spiegel Online  beschreibt den Film als ein intimes, grandios gefilmtes Drama, mit dem zwei große Talente ein furioses Debüt geben. Der Film ziehe den Zuschauer mit karger Schönheit in eine sich konstant von nebelgrau zu nachtschwarz verdüsternde Geschichte über Unterdrückung und Befreiung, Sex und Gewalt, so Kaever weiter. Es handele sich um ein überragendes Drama des jungen britischen Kinos; scheinbar hermetisch und fest in der Welt des 19. Jahrhunderts verankert und doch so offen gestaltet, dass es mit der Gegenwart kommuniziert. Über die Arbeit des Regisseurs sagt Kaever, Oldroyd mache aus Leskows Novelle ein intimes Kammerspiel, dessen Bilder die Starre und Enge der Gesellschaft des 19. Jahrhunderts so sinnlich vermitteln, dass man sie förmlich körperlich zu spüren vermeine: „Die starre Kamera zeigt an sich berückend schöne Einstellungen: Gemälde, Tische, Stühle ergeben eine perfekte Symmetrie. Die Luft zum Atmen allerdings ist ihnen gänzlich ausgetrieben. Die Figuren werden zu Teilen des Dekors, das Haus zur Bühne für ein Stück, das Leben lediglich imitiert.“ Kaever meint weiter, der eigentliche Ort des Geschehens bleibe genauso unsichtbar wie die Fäden, an denen alle Figuren mit Ausnahme von Katherine agieren. Zudem bemerkt Kaever, Oldroyd verzichte auf Musik und über weite Strecken auch Worte, doch wenn gesprochen werde, knallten die Dialoge wie Peitschenhiebe.
Auch Dieter Oßwald bemerkt in seiner Kritik in der Augsburger Allgemeinen Oldroyds Verzicht auf jegliche Musik als Geschmacksverstärker. Lieber setze dieser auf den unterschätzten Spezialeffekt von Pausen, und visuell biete er hübsch komponierte Tableaus statt genreüblicher Ausstattungsorgien. Über die Figuren im Film sagt Oßwald, diese seien mit wenigen, sehr präzisen Federstrichen gezeichnet, und überraschende Wendungen hielten die Spannung souverän unter Strom.
Über die Hauptdarstellerin Florence Pugh sagt Annett Scheffel von der Süddeutschen Zeitung, diese spiele die Lady Macbeth wunderbar vieldeutig zwischen boshaftem Kind und eisiger Psychopathin, und die 21-jährige Schauspielerin sei in der Rolle dieser jugendlich-kühnen Antiheldin eine echte Entdeckung. Gemeinsam mit ihr erneuere Oldroyd in Lady Macbeth ein ganzes Genre, so Scheffel: „Sein Kostümdrama ist eine minimalistisch-strenge Angelegenheit – und ein viktorianischer Psychothriller im englischen Hochmoor. Oldroyds trockener Stil erinnert mehr an die Coen-Brüder als an eine Jane-Austen-Verfilmung.“ Bemerkenswert sei das vor allem, weil der Zuschauer schon von der Komplexität der weiblichen Hauptfigur völlig in den Bann geschlagen werde, so Scheffel weiter: „Katherine trägt die strengen Kleider und Flechtfrisuren zwar so, wie es von einer sittsamen Ehefrau verlangt wird, aber sie weigert sich, ihr Unglück schweigend hinzunehmen. Es ist köstlich, wie viel Unverschämtheit und heimliche Verachtung Florence Pugh in das kleine Wort ,Sir‘ legen kann.“ Man kenne das Bild dieser Frau aus Kostümfilmen und den Gesellschaftsromanen des 19. Jahrhunderts, so Scheffel, doch sei Katherine anders und vieles auf einmal: „Sie ist Madame Bovary und Anna Karenina, eine leidenschaftliche Frau und Gefangene der bürgerlichen Verhältnisse. […] Und sie ist unter den schweren, viktorianischen Stoffschichten eine moderne Femme fatale, waghalsig und skrupellos.“ Dass der psychologische Reiz der Geschichte nie verloren geht, liegt für Scheffel vor allem an Pughs elektrisierendem Schauspiel und ein paar raffinierten Wendungen im Drehbuch von Alice Birch. Zudem werde Lady Macbeth durch das Auftauchen schwarzer Figuren zu einer scharfsinnigen Analyse der Dynamik von Klasse, Geschlecht und Rasse, und durch deren Einbindung breche Oldroyd mit der Konvention des Kostümfilms als abgeriegeltem Terrain einer rein weißen Gesellschaft.
Im August 2017 wurde bekannt, dass sich der Film auf der Longlist befindet, aus der die Nominierten für den 30. Europäischen Filmpreis bestimmt werden.

### Einspielergebnis
Die weltweiten Einnahmen des Films aus Kinovorführungen belaufen sich auf rund 5,4 Millionen US-Dollar.

### Auszeichnungen (Auswahl)
Der Film wurde Anfang November 2017 in 15 Kategorien für den British Independent Film Award und im Dezember 2017 sechsmal für die London Critics' Circle Film Awards nominiert. Die folgende Auflistung enthält eine Auswahl der bekanntesten Preisverleihungen.
British Independent Film Awards 2017
- Nominierung als Bester britischer Independentfilm
- Auszeichnung für das Beste Drehbuch (Alice Birch)
- Nominierung für die Beste Regie (William Oldroyd)
- Auszeichnung als Beste Hauptdarstellerin (Florence Pugh)
- Nominierung als Beste Nebendarstellerin (Naomi Ackie)
- Auszeichnung als Beste Nachwuchsdarstellerin (Naomi Ackie)
- Nominierung als Bester Nachwuchsdarsteller (Cosmo Jarvis)
- Nominierung für den Douglas Hickox Award für das Beste Regiedebüt (William Oldroyd)
- Nominierung für das Beste Erstlingsdrehbuch (Alice Birch)
- Nominierung als Beste Nachwuchsproduzentin (Fodhla Cronin O’Reilly)
- Nominierung für das Beste Casting (Shaheen Baig)
- Nominierung für das Beste Make-up und Haarstyling (Sian Wilson)
- Nominierung für das Beste Szenenbild (Jacqueline Abrahams)
- Auszeichnung für die Besten Kostüme (Holly Waddington)
- Auszeichnung für die Beste Kamera (Ari Wegner)[20]

Directors Guild of America Awards 2018
- Nominierung für die Beste Debütregie (William Oldroyd)[21]

Dublin Film Critics' Circle Awards 2017
- Nominierung als Bester Film (Platz 10)
- Nominierung als Beste Schauspielerin (Florence Pugh)
- Nominierung als Beste Nachwuchsdarstellerin (Florence Pugh)[22]

Dublin International Film Festival 2017
- Auszeichnung als Beste Schauspielerin mit dem Dublin Film Critics Award (Florence Pugh)

Europäischer Filmpreis 2017
- Nominierung als Beste Darstellerin (Florence Pugh)
- Bester Erstlingsfilm („Europäische Entdeckung – Prix FIPRESCI“)[23]

Filmfest München 2017
- Nominierung für den CineVision Award (William Oldroyd)

Goya 2018
- Nominierung als Bester europäischer Film[24]

Independent Spirit Awards 2018
- Nominierung als Bester internationaler Film (William Oldroyd)[25]

London Critics' Circle Film Awards 2018
- Nominierung in der Kategorie als British/Irish Film of the Year
- Nominierung in der Kategorie Breakthrough British/Irish Filmmaker of the Year (Alice Birch)
- Nominierung in der Kategorie Breakthrough British/Irish Filmmaker of the Year (William Oldroyd)
- Nominierung als Schauspielerin des Jahres (Florence Pugh)
- Nominierung in der Kategorie British/Irish Actress of the Year (Florence Pugh)
- Nominierung in der Kategorie Technical Achievement of the Year (Kostüme von Holly Waddington)[26]

London Film Festival 2016
- Nominierung mit dem Sutherland Award im First Feature Competition (William Oldroyd)

National Board of Review Awards 2017
- Aufnahme in die Top 10 Independent Movies[27]

San Sebastián International Film Festival 2016
- Auszeichnung mit dem FIPRESCI-Preis (William Oldroyd)
- Nominierung als Bester Film für die Golden Seashell (William Oldroyd)[28][29]

Toronto International Film Festival 2016
- Nominierung für den Platform Prize (William Oldroyd)

World Soundtrack Awards 2017
- Nominierung in der Kategorie Discovery of the Year (Dan Jones)[30]

Zurich Film Festival 2016
- Auszeichnung mit dem Critics’ Choice Award (William Oldroyd)
- Special Mention als internationaler Spielfilm (William Oldroyd)
- Nominierung als Bester internationaler Spielfilm für das Golden Eye (William Oldroyd)